# 6810 Хуанкларія
6810 Хуанкларія (6810 Juanclariá) — астероїд головного поясу, відкритий 9 квітня 1969 року.
Тіссеранів параметр щодо Юпітера — 3,182.